# أنقليس ثعباني داكن
أنقليس ثعباني داكن (الاسم العلمي: Ophichthus cylindroideus) هو نوع من الأنقليس، يتبع فصيلة الأنقليس الثعباني.